# 25302 Niim
25302 Niim è un asteroide della fascia principale. Scoperto nel 1998, presenta un'orbita caratterizzata da un semiasse maggiore pari a 3,0444239 au e da un'eccentricità di 0,0446488, inclinata di 10,35249° rispetto all'eclittica.
L'asteroide è dedicato allo scienziato giapponese Yoshihiro Niim.